# Бавыкин, Константин Ефимович
Константин Ефимович Бавыкин (31.12.1912, Воронеж — 15.07.1992, Москва) — советский конструктор ядерных боеприпасов, лауреат Сталинской и Ленинской премий.
В 1953 году заочно окончил Московский авиационный институт.
В 1930—1943 гг. чертежник-конструктор в НИИ ВВС (Москва), конструктор в Центральном аэрогидродинамическом институте (ЦАГИ), в Летно-исследовательском институте и в ОКБ-2 завода № 32.
В 1943—1967 гг. работал во ВНИИА: конструктор, начальник конструкторской бригады, ведущий конструктор (с 1953).

## Награды
Орден «Знак Почёта» (1945)
Медали «За доблестный труд в Великой Отечественной войне 1941—1945 гг.», «В память 800-летия Москвы».
Сталинская премия (1954) — за разработку и серийное освоение первой системы подрыва ЯЗ с внешним нейтронным источником.
Ленинская премия (1964) — за разработку и освоение в эксплуатации ядерных боеприпасов для торпеды.